# IMac G3
iMac G3, спочатку випущений як iMac, — це серія персональних комп'ютерів Macintosh, розроблених компанією Apple Inc. під час перебування на посаді тимчасового генерального директора та співзасновника Apple Стіва Джобса після його повернення до фінансово проблемної компанії.
iMac мав величезний успіх для Apple, ожививши компанію та вплинувши на дизайн продуктів конкурентів. Це зіграло роль у відмові від застарілих технологій, таких як дискети, послідовні порти та Apple Desktop Bus, на користь універсальної послідовної шини. Протягом 1998 року до 2001 року лінійка продуктів оновлювалася новими технологіями та кольорами, а потім була замінена iMac G4 та eMac.

## Історія
Стів Джобс скоротив великі асортименти продуктів компанії відразу після того, як у 1997 році став тимчасовим генеральним директором Apple. Ближче до кінця року Apple скоротила свою лінійку настільних комп'ютерів Mac з десяти окремих моделей до чотирьох моделей Power Macintosh G3, які включали негайну версію iMac. Попередник, ексклюзив на освітньому[якому?] ринку під назвою Power Macintosh G3 All-In-One. Після припинення випуску серії Performa, орієнтованої на споживача, Apple знадобилася заміна цінової категорії Performa. Компанія оголосила про iMac 6 травня 1998 року і почала відвантажувати iMac G3 15 серпня 1998 року.
Внутрішньо iMac був комбінацією проєкту MacNC і Common Hardware Reference Platform (CHRP). Наприклад, одна зміна від CHRP полягала у завантаженні класичної Mac OS за допомогою файлу ROM Mac OS розміром 4 МБ, що зберігається на диску. Оригінальний iMac використовував процесор PowerPC G3 (PowerPC 750), який на той час також працював у високоякісній лінійці Power Macintosh від Apple, хоча на вищих швидкостях. Він продавався за 1299 доларів США і поставлявся з Mac OS 8.1, яку незабаром було оновлено до Mac OS 8.5.
Після першого випуску iMac постійно оновлювався. Окрім збільшення технічних характеристик (швидкість процесора, відеопам'яті та місткості жорсткого диска), Apple замінила Bondi Blue новими кольорами. Протягом усього терміну служби iMac випускався в тринадцяти кольорах.
Пізніше оновлення апаратного забезпечення створило витончений дизайн. iMac другого покоління мав оптичний привід зі слотовим завантаженням, FireWire, «безвентиляторну» роботу (внаслідок вільного конвекційного охолодження), дещо оновлену форму та опцію бездротової мережі AirPort. Apple продовжувала продавати цей тип iMac до березня 2003 року, в основному клієнтам, які хотіли мати можливість запускати старішу операційну систему Mac OS 9. Підтримка USB і FireWire, а також підтримка комутованого зв'язку, Ethernet і бездротових мереж (через 802.11b і Bluetooth) незабаром стали стандартними для всієї лінійки продуктів Apple.
Модель iMac CRT, орієнтована на ринок освіти, була перейменована в iMac G3 і продовжувала виробництво разом зі своїм наступником iMac G4, поки не був випущений eMac. Оскільки Apple продовжувала випускати нові версії своїх комп'ютерів, термін iMac продовжував використовуватися для позначення машин у своїй лінійці настільних комп'ютерів.

## Дизайн
iMac суттєво відрізнявся від будь-якого попереднього популярного комп'ютера. Він був виготовлений з напівпрозорого пластику кольору «Bondi Blue» і мав яйцеподібну форму навколо 15-дюймового (38,1 см) ЕПТ-дисплея. У корпусі була ручка, а периферійні роз'єми були заховані за дверцятами з правого боку машини. Подвійні роз'єми для навушників спереду доповнювали вбудовані стереодинаміки. Денні Костер був оригінальним дизайнером продукту, а Джонатан Айв допоміг розширити процес. Унікальна форма та колір iMac G3 допомогли увійти в попкультуру кінця 1990-х років. iMac був першим комп'ютером, який пропонував ексклюзивні порти USB як стандарт, у тому числі як роз'єм для нової клавіатури та миші [3], таким чином відмовившись від попередніх периферійних з'єднань Macintosh, таких як послідовні порти ADB, SCSI та GeoPort.
Подальшим радикальним кроком стало відмову від 3,5-дюймового дисковода для гнучких дисків, який був присутній у кожному Macintosh з першого в 1984 році. Apple стверджувала, що CD-R, Інтернет та офісні мережі швидко роблять дискети застарілими; однак упущення Apple викликало суперечки. На момент представлення iMac сторонні виробники пропонували зовнішні USB-накопичувачі дискет, часто з напівпрозорого пластику, щоб відповідати корпусу iMac. Спочатку Apple оголосила, що внутрішній модем в iMac працюватиме лише зі швидкістю 33,6 кбіт/с, а не з новою швидкістю 56 кбіт/с, але через тиск споживачів була змушена прийняти швидший стандарт.
Такі компоненти, як порт IrDA на передній панелі та привід CD-ROM із завантаженням у лоток, були запозичені з лінійки ноутбуків Apple, хоча у версії C і далі було видалено IrDA. Хоча iMac офіційно не мав слота розширення, перші версії (версія A і B) мали слот, який називали «мезонінним слотом». Це було лише для внутрішнього використання Apple, хоча для нього було випущено кілька карт розширення сторонніх виробників, наприклад, оновлення відеокарти 3dfx Voodoo II від Micro Conversions[4] і карт тюнерів SCSI/SCSI-TV (iProRAID і iProRAID TV) від німецької компанії Formac. Мезонінний слот було вилучено з більш пізніх iMac, хоча, згідно зі статтею в німецькому комп'ютерному журналі c't, роз'єм можна модернізувати на iMac версії C і D, оскільки пайки для нього все ще знаходяться на материнській платі (iMac із завантаженням слотів). G3 повністю видалили мезонінні колодки).
Клавіатура та миша були перероблені для iMac з напівпрозорим пластиком та обробкою Bondi Blue. USB-клавіатура Apple була меншою, ніж попередні клавіатури Apple, з білими символами на чорних клавішах — обидва атрибути, які викликали дебати. USB-миша Apple була механічною, круглої, «хокейної» конструкції, яку висміяли як невиправдано складну для користувачів із більшими руками. Apple продовжила постачати круглу мишу, додавши в пізніших версіях кнопку, щоб користувачі могли розрізняти правильну орієнтацію на дотик. На виставці Macworld Expo 2000 року в Нью-Йорку нова оптична миша у формі капсули, відома як Apple Pro Mouse (а пізніше перейменована в «Apple Mouse»), замінила круглу мишу в усіх апаратних пропозиціях Apple. Тоді ж була представлена клавіатура Apple Pro; це була повнорозмірна клавіатура[6] з розширеним макетом, якого не було з часів останніх клавіатур Apple ADB.

## Хронологія моделей iMac
| Хронологія моделей iMac і eMac (відсортовані за розміром екрана) |
| ---------------------------------------------------------------- |
| Див. також: Список моделей Mac                                   |